# Fort Sokolnickiego Cytadeli Warszawskiej
Fort Sokolnickiego, pierwotnie fort Siergieja – jeden z fortów Cytadeli Warszawskiej. Znajduje się w parku im. Stefana Żeromskiego w dzielnicy Żoliborz. 

## Historia
Wzniesiona w ogólnym zrębie w latach trzydziestych i czterdziestych XIX wieku Cytadela spełniała głównie funkcje więzienne i policyjne, mając niewielkie możliwości rzeczywistej obrony miasta z powodu swojego umiejscowienia i konstrukcji. Z tego powodu bardzo szybko przystąpiono do budowy kolejnych umocnień, wysuniętych przed narys Cytadeli. 
Fort Siergieja był jednym z sześciu obiektów, jakimi w połowie XIX wieku uzupełniono lewobrzeżną część Cytadeli. Został zbudowany w latach 1849–1851 oraz rozbudowany w latach 1864–1874. Pierwotnie wzniesiono dużą, ceglaną działobitnię z suchą fosą. W okresie późniejszym fort uzupełniono umocnieniem ziemnym o narysie lunety (dzieło z dwoma czołami i otwartą szyją). Umocnienie było wysunięte przed obrys Cytadeli o 500 metrów.
W 1921 roku nazwę fortu zmieniono na fort Sokolnickiego. 
W okresie międzywojennym obszar i niektóre elementy fortu zostały włączone w skład parku Żeromskiego. Nie zachował się w całości oryginalny układ ziemny; jego pozostałości wkomponowano w układ parku.
Na podstawie umowy z władzami niemieckimi, od kwietnia 1944 do fortu zaczęto przewozić ok. 20% zbiorów Archiwum Głównego Akt Dawnych. W listopadzie 1944, w ramach tzw. akcji pruszkowskiej, zespół polskich archiwistów załadował na ciężarówki, a następnie wywiózł z Warszawy do Częstochowy pięć wagonów dokumentów.
W czasie powstania warszawskiego w forcie mieścił się szpital powstańczy, co upamiętnia tablica.
W 1965 fort wraz z całym zespołem Cytadeli został wpisany do rejestru zabytków.
W 2023 roku fort został odkupiony od Wojska Polskiego przez Urząd Dzielnicy Żoliborz. 
Fort jest użytkowany przez Żoliborski Dom Kultury.